# Беллингем, Филлип
Филлип Беллингем (англ. Phillip Bellingham; род. 24 февраля 1991 года) — австралийский лыжник, участник Олимпийских игр 2014, 2018 и 2022 годов.
В Кубке мира Беллингем дебютировал 14 января 2012 года. За карьеру набрал одно очко в Кубке мира — 13 января 2018 года стал 29-м в спринте в Дрездене. Более успешно выступает в Кубке Австралии и Новой Зеландии, где пять раз побеждал в общем зачёте.
На Олимпийских играх 2014 года в Сочи показал следующие результаты: 15 км классическим стилем — 76-е место, спринт — 55-е место и командный спринт — 21-е место.
За свою карьеру принимал участие в пяти чемпионатах мира (2013, 2015, 2017, 2019, 2021).
Хобби — борьба с крокодилами (англ. Crocodile wrestling).